# Corazón de María
För andra betydelser, se Corazón de María (olika betydelser).

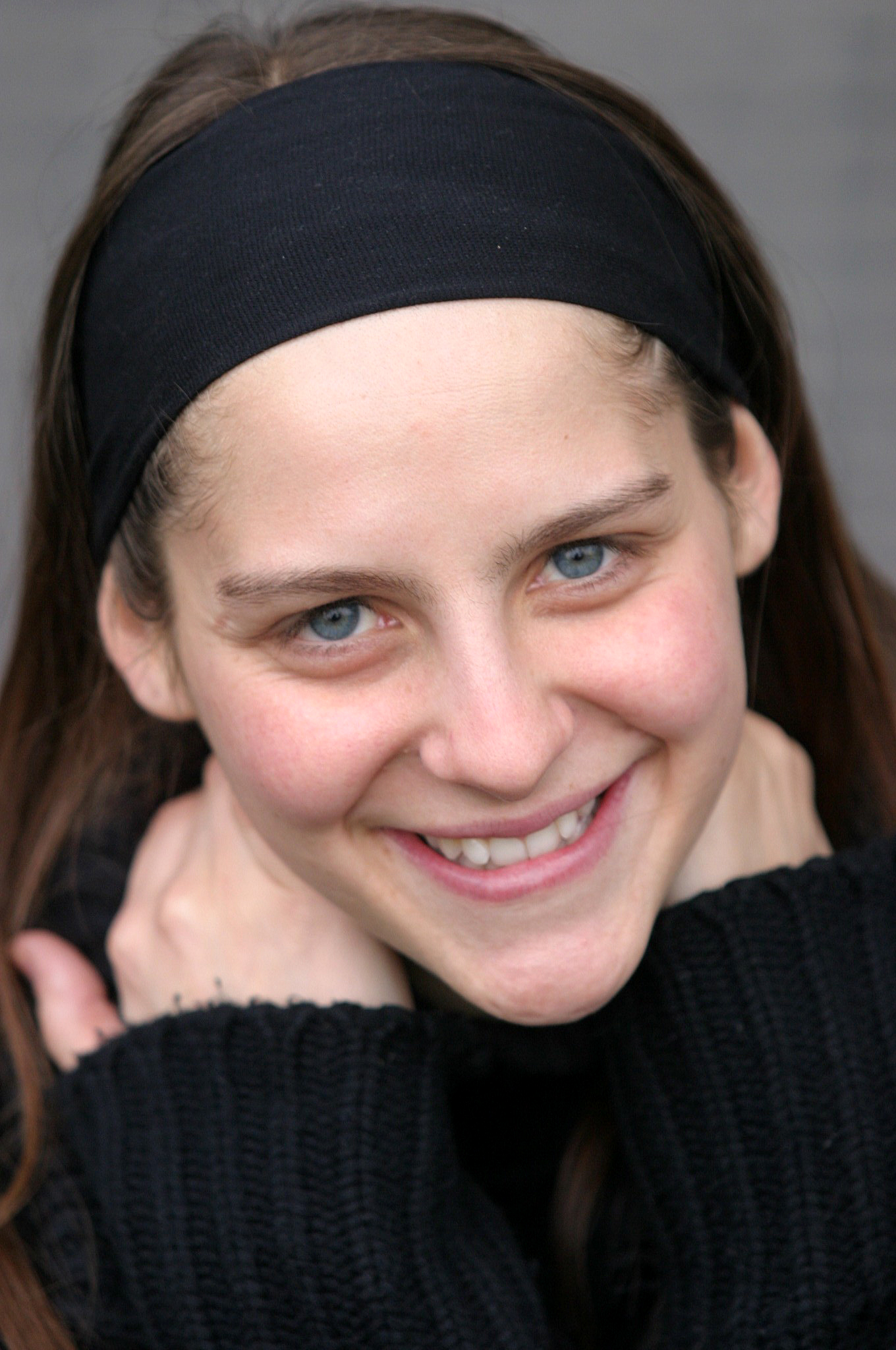
María Francisca Lewin Castellano, seriens huvudfigur.

Corazón de María, 'Marias hjärta', är en chilensk tv-serie i regi av 	Vicente Sabatini som sändes på Television Nacional de Chiles kanal 7 mellan mars och september 2007 och på TV Chile (Television Nacional de Chiles utlandskanal).
Serien handlar om Elisa Lamarca (spelad av Francisca Lewin) som i början är nära döden på grund av sitt dåliga hjärta. Efter några månader träffade Elisa en kock, Miguel Villa (spelad av Néstor Cantillana), som är anställd av Elisas mormor Magdalena (spelad av Delfina Guzmán) som driver en restaurang i Santiago de Chile. Miguel blir kär i Elisa vid första ögonkastet.
Miguel är dock exmake till María Cofré (spelad av Fernanda Urrejola) som dött i en bilkrasch och vars hjärta efter en hjärttransplantation nu bärs nu av Elisa. Även Elisa blir kär men är redan i färd med att gifta sig med Alonso García (spelad av Ricardo Fernández) och litar inte på sina känslor. Efter giftermålet förstår hon att den hon verkligen älskar är Miguel, en insikt som leder till en del problem.
Serien innehåller många sidoberättelser, bland annat bedras Elisas mormor av sin man Pedro (spelad av Luis Alarcón), som har en affär med Alonsos mamma Leonor (Liliana Ross). 